# Сан-Барнабе
Сан-Барнабе (порт. São Barnabé; МФА: [ˈsɐ̃w baɾ.nɐ.ˈbɛ]) — парафія в Португалії, у муніципалітеті Алмодовар. Розташована в південній частині країни, на теренах історичної португальської провінції Алентежу. Входить до складу округу Бежа. За адміністративним поділом, чинним до 1976 року, терени парафії були складовою провінції Нижнє Алентежу. Належить до Безької діоцезії Католицької церкви. Патрон — святий Варнава. Площа — 141,6735 км². Населення — 531 ос. (2011). Слабо урбанізований регіон. Густота населення — 3,75 осіб/км²
. Код — 020206.

## Населення
| Кількість мешканців | Кількість мешканців | Кількість мешканців | Кількість мешканців | Кількість мешканців | Кількість мешканців | Кількість мешканців | Кількість мешканців | Кількість мешканців | Кількість мешканців | Кількість мешканців | Кількість мешканців | Кількість мешканців | Кількість мешканців | Кількість мешканців |
| ------------------- | ------------------- | ------------------- | ------------------- | ------------------- | ------------------- | ------------------- | ------------------- | ------------------- | ------------------- | ------------------- | ------------------- | ------------------- | ------------------- | ------------------- |
| 1864                | 1878                | 1890                | 1900                | 1911                | 1920                | 1930                | 1940                | 1950                | 1960                | 1970                | 1981                | 1991                | 2001                | 2011                |
| 978                 | 1 081               | 1 212               | 1 257               | 1 324               | 1 429               | 1 511               | 1 806               | 2 262               | 2 176               | 1 613               | 1 296               | 864                 | 791                 | 531                 |